# جوناثان بارنز (كاتب)
جوناثان بارنز (بالإنجليزية: Jonathan Barnes)‏ هو كاتب بريطاني، ولد في 1979.